# Journal of Parapsychology
 Journal of Parapsychology  è una rivista accademica biennale, sottoposta a revisione paritaria, nella quale vengono affrontati argomenti relativi alla parapsicologia, quai la telepatia, la chiaroveggenza, la precognizione e la psicocinesi, oltre allo studio della coscienza umana nelle sue manifestazioni ordinarie e straordinarie.
Fu fondata da aprile del 1937 da Joseph Banks Rhine dell'Duke University. Ritiratosi dall'ateneo nel 1965 per raggiunti limiti di età, creò la Foundation for Research on the Nature of Man ("Fondazione per la ricerca sulla natura dell'uomo") È pubblicata dal Rhine Research Center, organizzazione senza scopo di lucro, poi divenuto Rhine Research Center e resosi indipendente dall'ex Laboratorio di Parapsicologia della Duke University. Al 2013 era anch'essa nella cittadina di Durham.
La rivista pubblica discussioni teoriche, recensioni di libri, report, corrispondenza e gli abstract degli articoli presentati durante il convegno annuale dell'Associazione Parapsicologica.

Gli abstract degli articoli pubblicati sono indicizzati da PsycINFO.
Al 2019 la redazione della rivista è guidata da Etzel Cardeña, docente all'Università di Lund.